# Bogertophis
Bogertophis är ett släkte av ormar. Bogertophis ingår i familjen snokar. Släktet är uppkallat efter den amerikanske herpetologen Charles Mitchill Bogert.
Dessa ormar är kraftiga och kan bli ganska långa, ibland över 1,5 meter. De förekommer i södra USA och norra Mexiko, inklusive halvön Baja California. Arterna lever i öknar och i klippiga områden men de uppsöker ställen med fuktighet. De jagar främst mindre däggdjur som kvävs ihjäl. Honor lägger cirka 20 ägg per tillfälle.
Arter enligt Catalogue of Life och The Reptile Database:
- Bogertophis rosaliae
- Bogertophis subocularis

## Bildgalleri

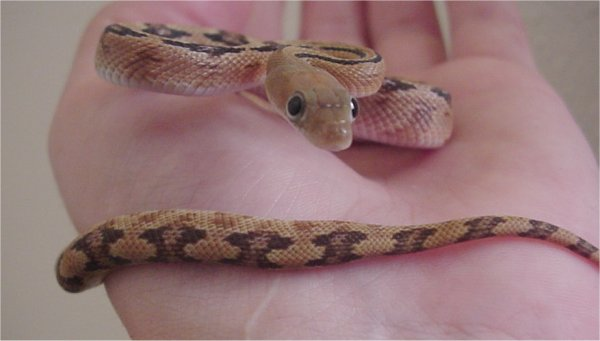
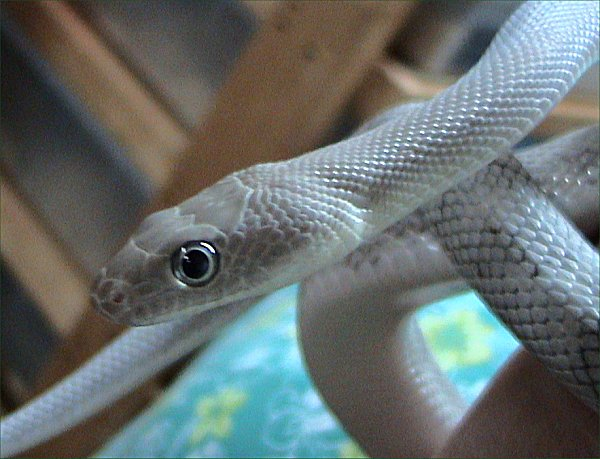